# Пам'ятник авіаторам Дубна
Пам'ятник авіаторам Дубна — пам'ятник авіаторам 947 бомбардувального авіаційного полку і 119 окремої вертолітній ексадрильїв у Дубно. Пам'ятник створений за ескізом Євгена Волошина і встановлений у 2016 році.

## Галерея

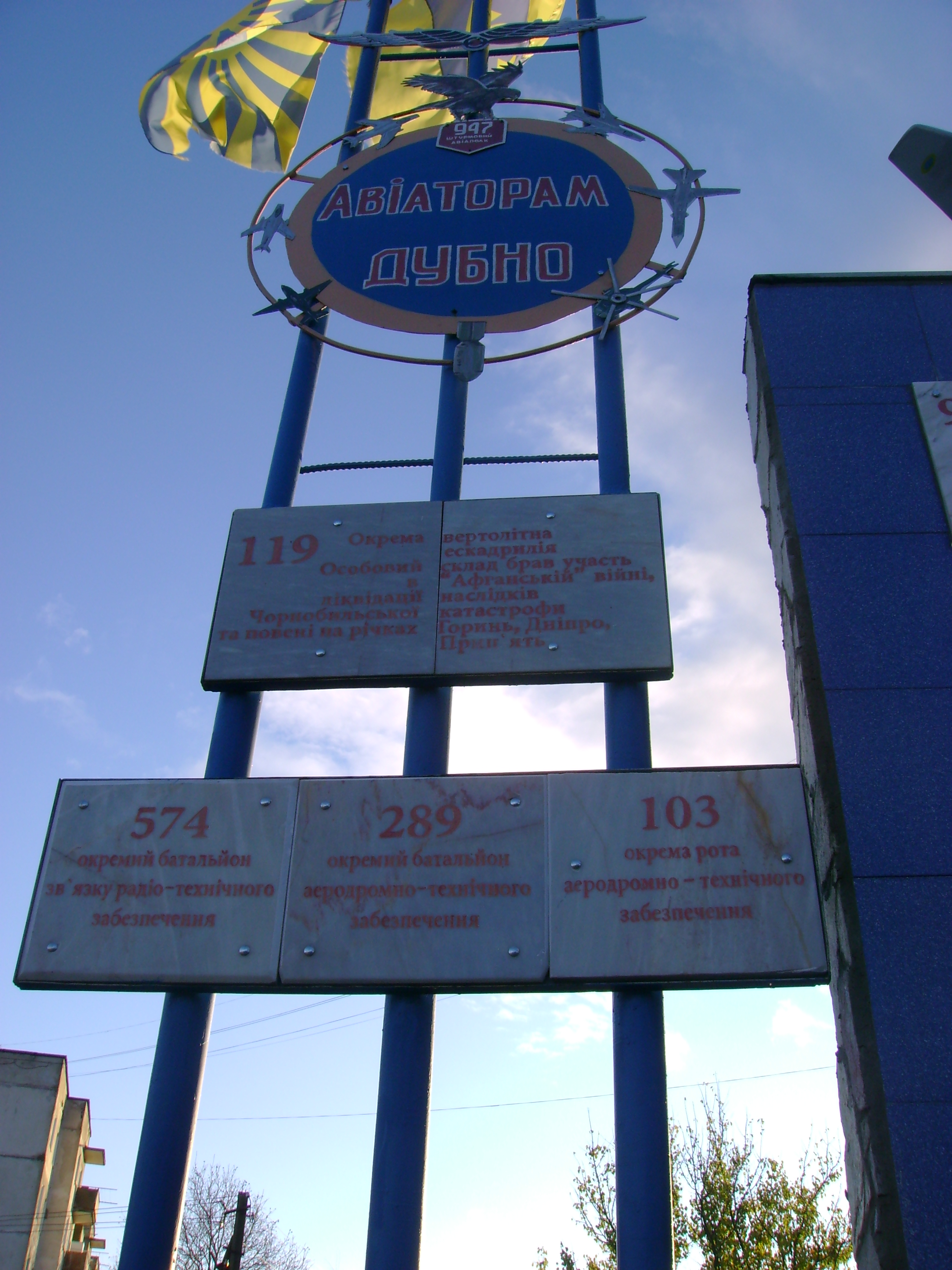
Авіаторам Дубна
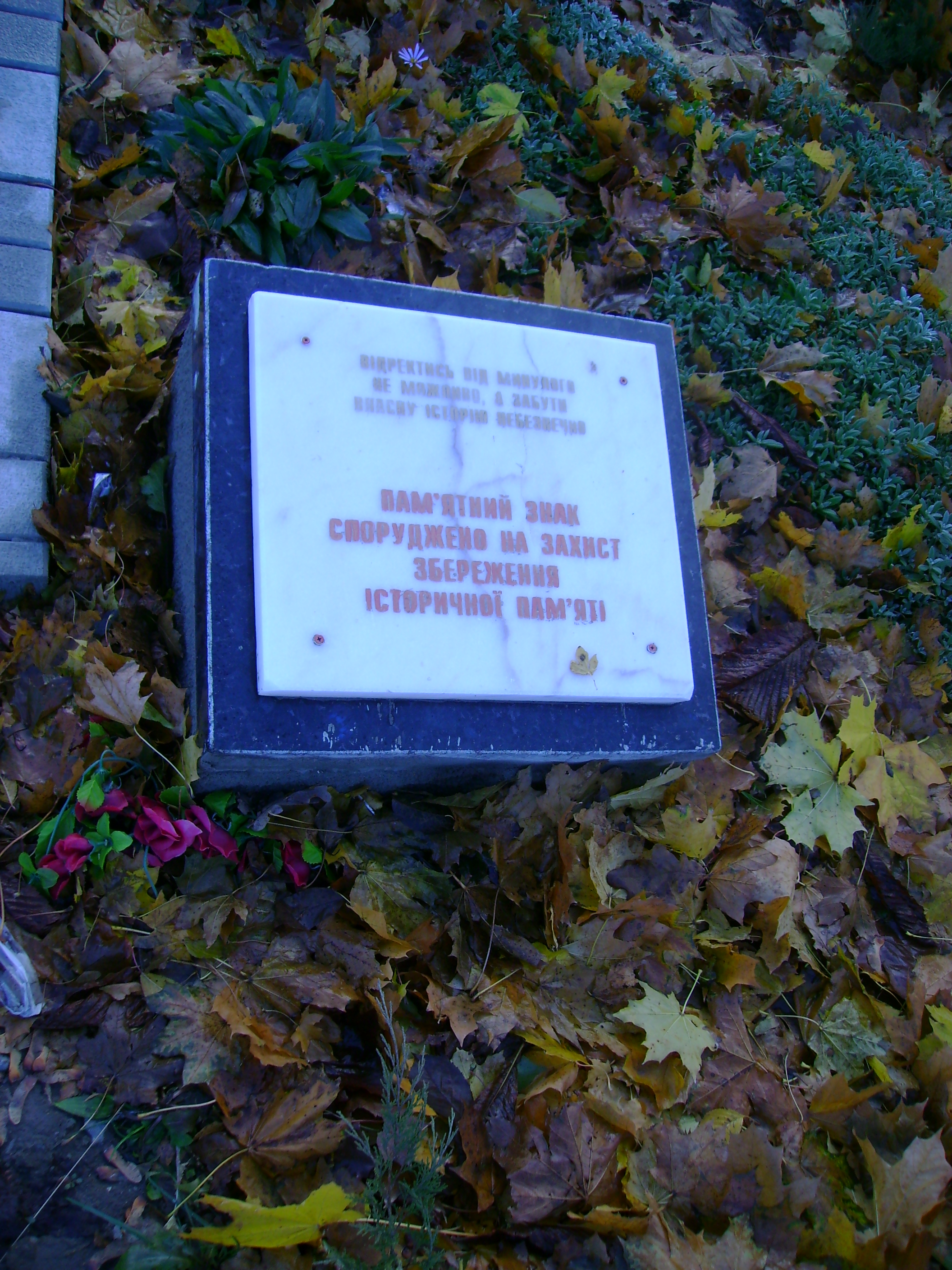
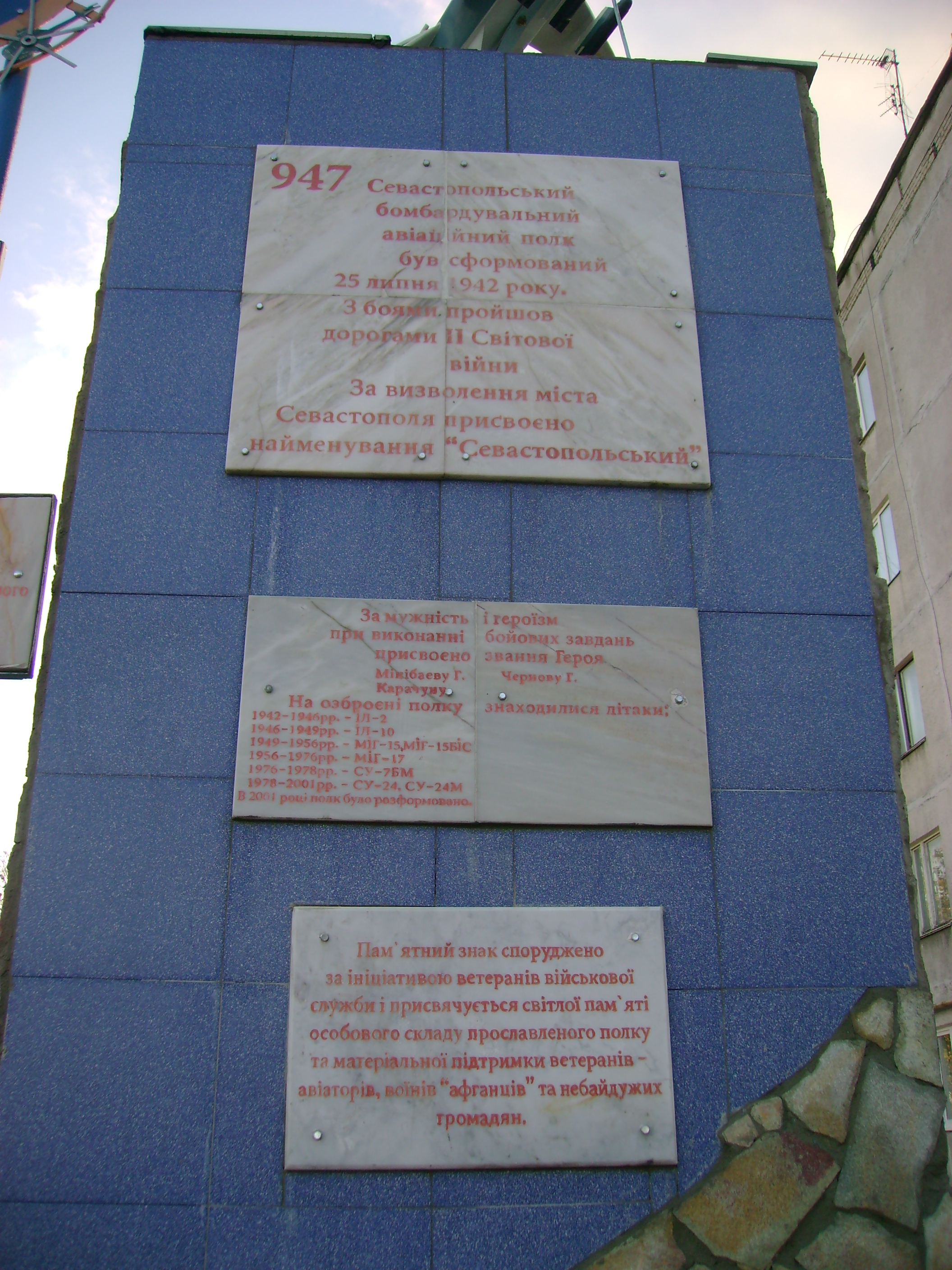
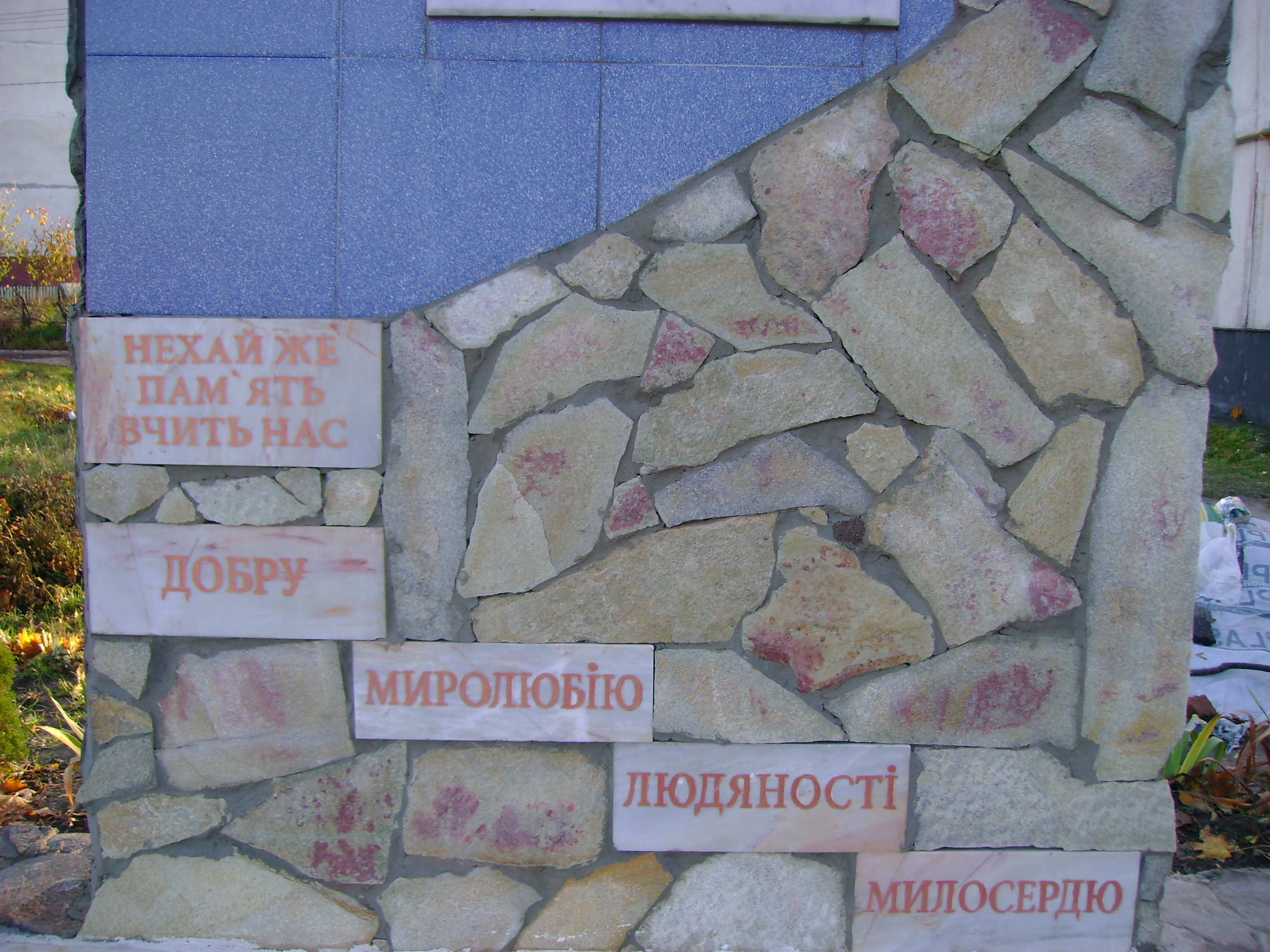
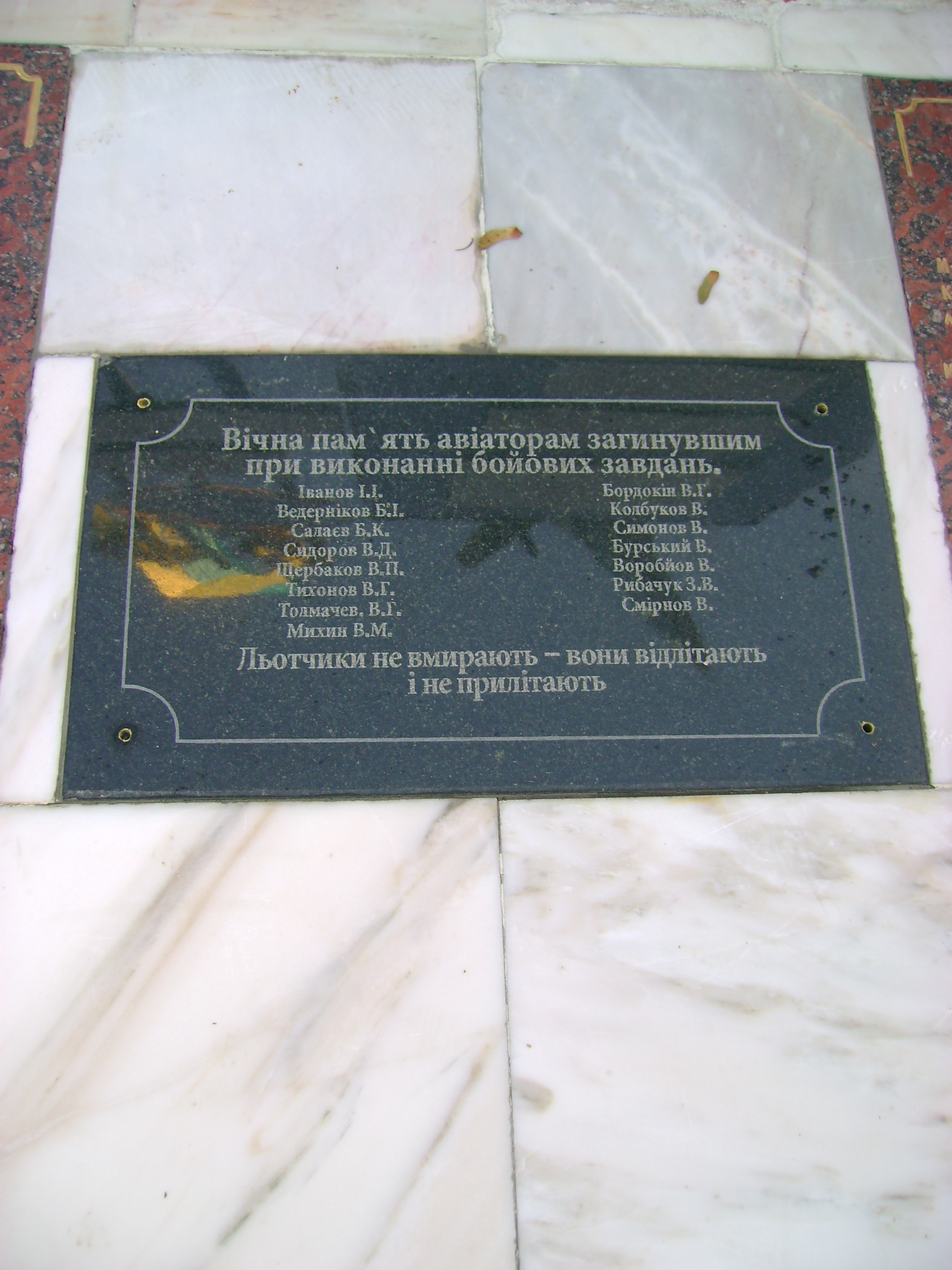
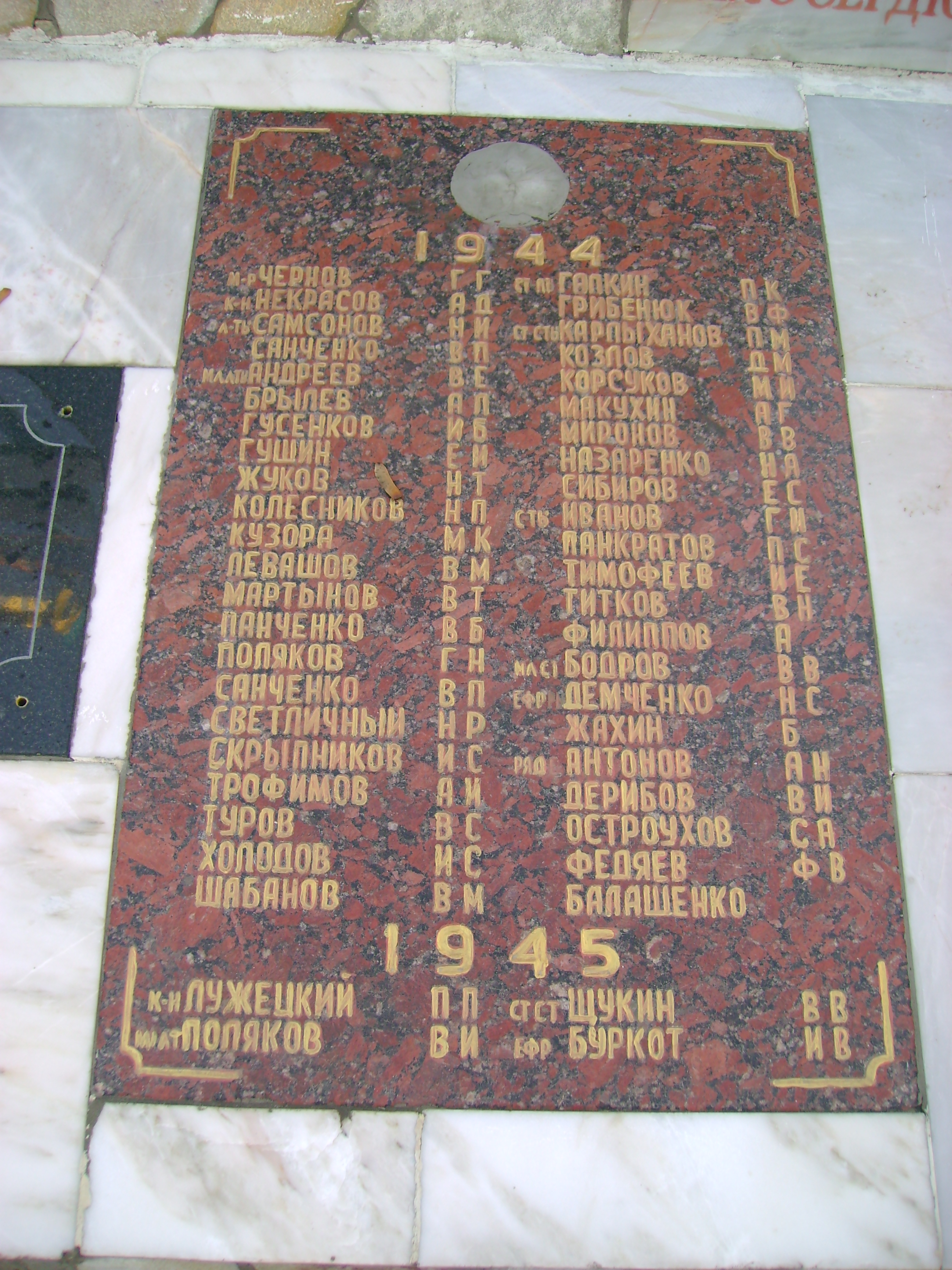
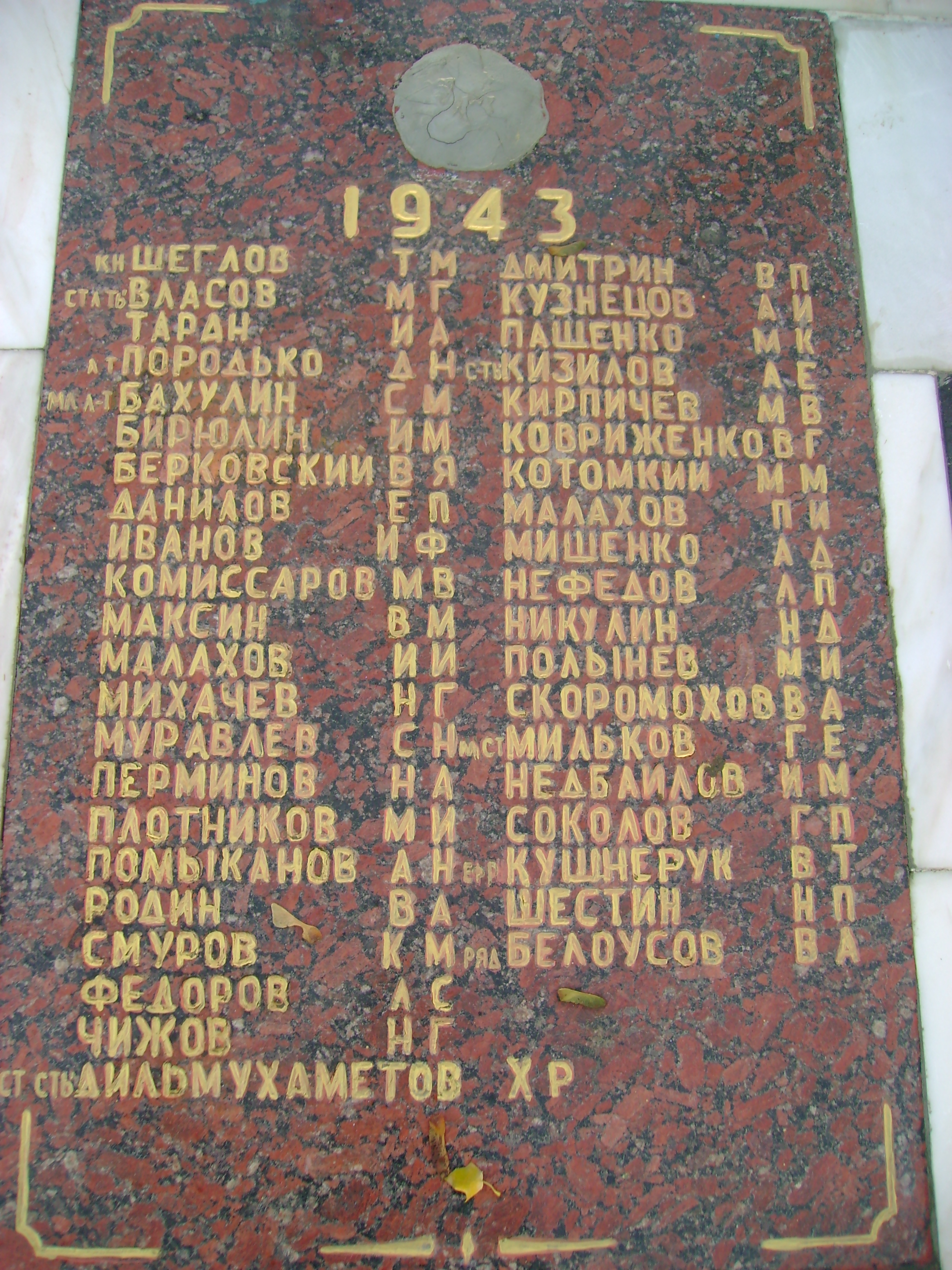